# Puente Centenario
Panamski most stoletnice (špansko Puente Centenario) je glavni most, ki prečka Panamski prekop. Zgrajen je bil za dopolnitev prenatrpanega mostu Amerik in za njegovo zamenjavo kot nosilca Panameriške ceste. Ob odprtju leta 2004 je postal drugi stalni prehod prekopa.

## Opis
Puente Centenario je drugi večji cestni prehod Panamskega prekopa, prvi je Most Amerik. (Majhni servisni mostovi so zgrajeni v strukturah zapornic na zapornicah Miraflores in Gatún, vendar so ti mostovi uporabni le, ko so vrata zapornic zaprta in imajo omejeno zmogljivost.)
Puente Centenario stoji 15 km severno od Mosta Amerik in prečka Culebra Cut (Gaillard Cut) blizu zapornic Pedro Miguel. Novi avtocestni odseki, ki prek mostu povezujejo Arraijan na zahodu s Cerro Patacon na vzhodu, znatno ublažijo zastoje na mostu Amerik.

## Zgodovina
Most Amerik, ki so ga odprli leta 1962, je bil edini večji cestni prehod Panamskega prekopa. Promet čez ta most je bil prvotno okoli 9500 vozil na dan; vendar se je to sčasoma razširilo in do leta 2004 je most prevažal 35.000 vozil na dan.
Ker je most predstavljal veliko ozko grlo na Panameriški cesti, je panamsko ministrstvo za javna dela oktobra 2000 zahtevalo razpis za drugo prečkanje kanala. Naročilo za gradnjo nadomestnega mostu je bilo oddano marca 2002. Zastavljen je bil ambiciozen načrt gradnje le 29 mesecev, tako da so most lahko odprli na 90. obletnico prve ladje, ki je čez Panamski prekop preplula tovorna ladja Ancon, 15. avgusta 1914. Most je bil poimenovan po stoletnici Paname, ki se je zgodil 3. novembra 2003.
Novi most je zasnovalo skupno podjetje T.Y. Lin International in Louis Berger Group Inc, izdelal pa ga je nemški Bilfinger Berger Ingenieurbau GmbH z uporabo sredstev svoje avstralske podružnice Baulderstone Hornibrook. Arhitekta sta bila Elle Sokolow, ki je delala kot arhitektka za Geiger-Berger Associates, in transportni arhitekt iz Bostona Miguel Rosales iz Rosales + Partners, ki je ustvaril koncept in začetne estetske zasnove za most Panama-Centennial. Pogodbe za gradbeni inženiring so bile dodeljene Leonhardtu, Andrä in partnerju.
Most je bil odprt v predvidenem roku 15. avgusta 2004, čeprav je bil odprt za promet 2. septembra 2005, ko so bile dokončane nove avtoceste, ki vodijo do njega.
Del dostopa do mostu Puente Centenario se je porušil decembra 2010 po močnem dežju in poplavah. Novembra 2011 je bil polni promet ponovno vzpostavljen.

## Gradnja
Most s poševnimi zategami je konstrukcija s skupnim razponom 1052 m. Glavni razpon je 420 m in svetli profil nad prekopom 80 m, kar omogoča velikim plovilom prehod pod njim. Most podpirata dva pilona, vsak visok 184 m. Krov ima šest prometnih pasov čez prekop.
Most Puente Centenario je zasnovan tako, da prenese potrese, ki so pogosto zabeleženi na območju prekopa. Zgradilo ga je nemško gradbeno podjetje Bilfinger.
Zahodni pilon je bil zgrajen približno 50 m v notranjosti, da bi omogočil prostor za prihodnjo širitev Panamskega prekopa.

## Nagrade
- 2005 Bridge Award of Excellence, American Segmental Bridge Institute (ASBI).[5]
- Nagrada za zasluge 2007, inženirji svetovalci in geodeti Kalifornije (CELSOC)[6]